# Limor Livnat
Limor Livnat (ebraico:לימור לבנת; Haifa, 22 settembre 1950) è una politica israeliana, membro della Knesset per il Likud dal 1999 al 2015. È stata ministro delle Comunicazioni di Israele, ministro dell'Educazione e ministro della Cultura & Sport.
Alla Knesset ha presieduto la commissione che sosteneva l'uguaglianza per le donne e la commissione parlamentare che indagava sui casi in cui gli uomini uccidevano le loro mogli.

## Biografia
Nata ad Haifa da una famiglia che vive in quel luogo da sette generazioni. È la figlia di Azriel Weiss (1923-2015), un combattente del Lehi, che fu esiliato dagli inglesi per essere imprigionato in Africa, dove trascorse più di quattro anni con i suoi compagni attivi nel movimento clandestino fino alla dichiarazione di indipendenza dello Stato di Israele nel 1948. Sua madre, Shulamit Livnat (1929-2021), conosciuta come la "cantante del movimento clandestino", svolse un ruolo attivo nella lotta per le politiche di insediamento ebraiche in Palestina, che miravano a stabilire uno stato ebraico. 
Dopo il servizio militare, ha studiato letteratura generale all'Università di Tel Aviv. Sostenitrice di Menachem Begin, si unì all'Herut nel 1970, e divenne capo dell'organizzazione giovanile del Likud nel 1977.

## Carriera politica

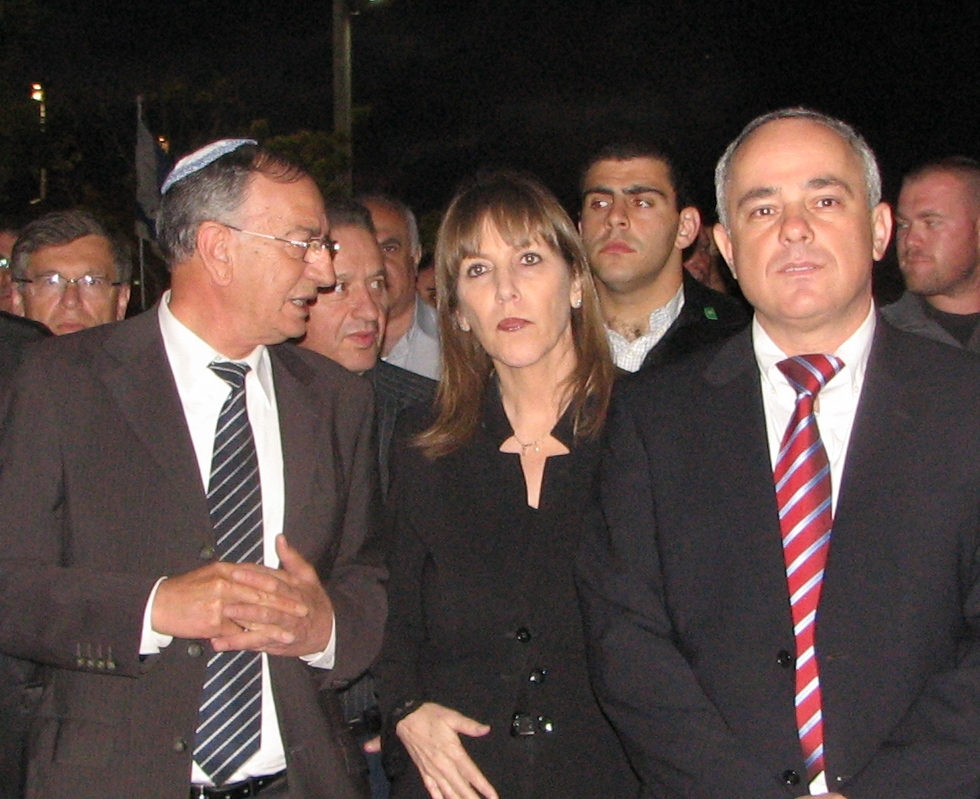
Limor Livnat alla cerimonia di apertura del country club di Nesher (2010) con alla sua sinistra David Amar, sindaco di Nesher, e a destra il ministro delle Finanze Yuval Steinitz

Entrò per la prima volta nella Knesset il 14 aprile 1992, poco prima delle elezioni del 1992, in sostituzione di Haim Corfù. Ha mantenuto il suo seggio alle elezioni e, nel primo mandato completo, è stata presidente del Comitato per l'avanzamento dello status delle donne, della Sottocommissione per le leggi sullo status personale e del Comitato parlamentare per le indagini sull'omicidio delle donne da parte dei loro coniugi.
Ha mantenuto il suo seggio nelle elezioni del 1996 ed è stata nominata Ministro delle Comunicazioni nel governo di Benjamin Netanyahu. Durante il suo mandato, ha tentato di aumentare la concorrenza nel settore delle comunicazioni israeliano indebolendo e privatizzando Bezeq, che in precedenza aveva detenuto il monopolio del settore della telefonia fissa del paese.
Le tensioni tra Livnat e Netanyahu culminarono con le dimissioni della prima dal governo nel 1997 e i successivi tentativi di porre fine alla leadership di Netanyahu nel Likud. Dopo le dimissioni di Netanyahu dalla leadership del Likud in seguito alla sconfitta del partito nelle elezioni del 1999, Livnat ha sostenuto il tentativo (riuscito) di Ariel Sharon di essere prossimo presidente del partito. Dopo la vittoria di Sharon su Ehud Barak nelle elezioni speciali per il primo ministro nel 2001, Livnat è stata nominata ministro dell'istruzione in entrambi i governi da lui formati.
È stata rieletta nel 2003 e ha continuato ad essere ministro dell'Istruzione fino a quando il Likud ha lasciato la coalizione (ora guidata dal neonato Kadima) nel 2006. Ha mantenuto il suo seggio nelle elezioni del 2006 e del 2009, dopo di che è stata nominata nuovo ministro della Cultura e dello Sport.  Prima delle elezioni del 2013 ha perso il suo posto come donna di primo piano nel Likud, finendo dietro Tzipi Hotovely e Miri Regev nelle primarie del partito. Tuttavia, è stata rieletta e ha continuato nell'incarico ministeriale.

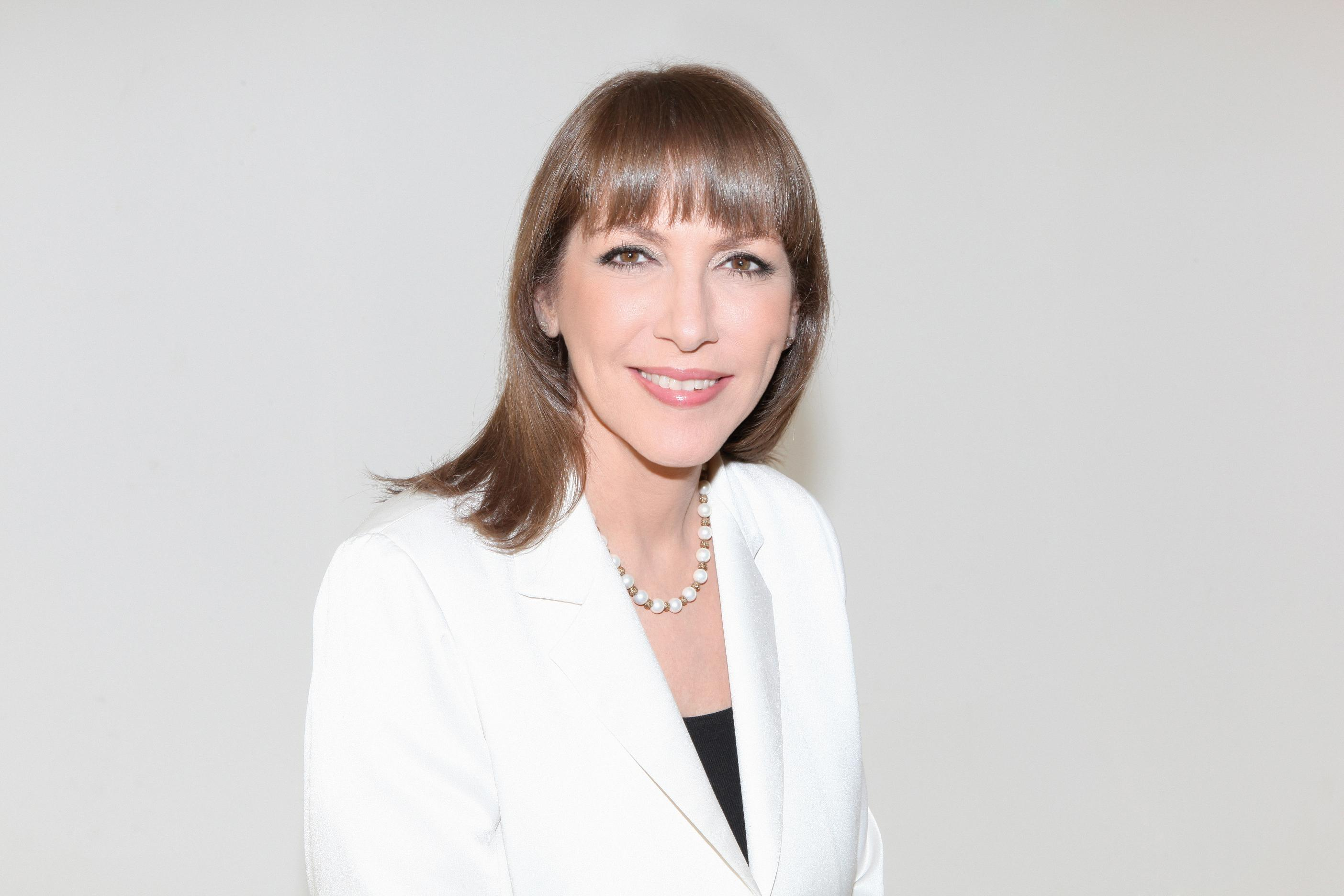
Limor Livnat durante l'incarico di Ministro della Cultura e Sport

Nel dicembre 2014 Livnat ha annunciato che avrebbe lasciato la politica e che non si sarebbe candidata alle elezioni del marzo 2015.
Livnat è stata anche vicepresidente e presidente ad interim del movimento mondiale Likud.
Nel febbraio 2021, Livnat ha dichiarato che avrebbe lasciato il Likud dopo 51 anni di appartenenza per protestare contro Benjamin Netanyahu che aveva firmato un accordo di surplus con il Partito Sionista Religioso di estrema destra.  In seguito ha espresso sostegno a Gideon Sa'ar e al suo partito Nuova Speranza.

## Opinioni
Sebbene apertamente laica, Livnat è generalmente considerata una conservatrice di destra, sia moralmente che politicamente. Come rappresentante del sionismo revisionista, si oppose al processo di pace di Oslo e alla perdita del controllo sulla Cisgiordania. Per questi motivi, è stata anche critica nei confronti della Road Map per la pace del presidente degli Stati Uniti George W. Bush. Ha partecipato regolarmente anche a eventi in onore delle organizzazioni militanti attive nel periodo che portò alla dichiarazione di indipendenza di Israele nel 1948, come l'Irgun e il Lehi. Tuttavia, non si è opposta al piano di disaccoppiamento di Ariel Sharon.
Nell'aprile 2011, il nipote venticinquenne di Livnat, Ben-Joseph Livnat, fu ucciso a colpi d'arma da fuoco da un agente di polizia dell'Autorità Palestinese mentre cercava di sfondare un posto di blocco palestinese dopo aver visitato illegalmente la tomba di Giuseppe a Nablus. Livnat descrisse l'uccisione di suo nipote come un atto di terrorismo. Era "scioccata dall'attacco omicida", il nipote era stato "assassinato a sangue freddo e in modo atroce". Un rapporto dell'IDF pubblicato un mese dopo non valutò l'episodio come un attacco terroristico deliberato, ma disse che il poliziotto aveva agito "maliziosamente" e con l'intento di nuocere.
In un'intervista alla Radio dell'Esercito il 25 dicembre 2011, Livnat, che all'epoca dirigeva il Comitato interministeriale sulla condizione delle donne, ha detto che nelle aree ultra-ortodosse del paese, la segregazione di genere richiesta nei trasporti pubblici dovrebbe essere combattuta: "Non penso che si debba dire loro come vivere", ha detto Livnat. "Dovremmo vivere e lasciar vivere... Quando si parla di una città mista. Tuttavia, se una città è prevalentemente composta da haredim o da persone religiose che si oppongono all'uguaglianza tra uomini e donne, il fenomeno della segregazione di genere nei trasporti pubblici dovrebbe essere affrontato".

## Libri
Nel giugno 2024 è uscito il suo libro autobiografico, "Your husband allows you? - Limor Livnat without fear", pubblicato da Yediot Books.

## Vita privata
Residente a Tel Aviv, Livnat è sposata e ha due figli.